# Station des Forces canadiennes Debert
La station des Forces canadiennes Debert (SFC Debert) était une station des Forces armées canadiennes située à Debert en Nouvelle-Écosse au Canada. Elle a été utilisée durant la guerre froide comme installation de communications et comprenait des abris d'urgence en cas de retombée radioactive pour le gouvernement du Canada. Originellement, cette installation a été construite avec une piste d'atterrissage et un centre d'entraînement militaire. Dans les années 1970, la propriété a été transférée au gouvernement de la Nouvelle-Écosse qui l'opère en tant qu'aérodrome industriel. L'utilisation militaire du site a complètement cessé dans les années 1990 avec le déclassement de l'abri nucléaire.